# Атабекяны
Атабекяны — армянский княжеский (меликский) род правителей Джрабердского княжества (меликства) в Арцахе, давший ряд видных военачальников и государственных деятелей Арцаха, Армении и России. Наиболее известным представителем рода был князь-мелик Иванэ (Вани) Атабекян, последний правитель Джрабердского княжества, сыгравший значительную роль в водворении российского владычества в Карабахе.

Атабекяны ведут своё происхождение от потомков князя Иванэ-Атабека I Гасан-Джалаляна, сына князя Гасан-Джалал Дола. Именно в княжеском роду Гасан-Джалалянов придворный дворянский титул «атабек» впервые стал именем собственным и получил распространение. Потомок Иванэ-Атабека I - третий по счету Атабек в роду Гасан-Джалалянов), переселился на окраину вотчины предков в Кусапат, и стал основателем рода Атабекянов. Соответственно, род Атабекянов является ответвлением княжеского рода Гасан-Джалалян, правителей Хачена, а через них имеет родство с князьями Вахтангянами, Арраншахиками, Сюни, Закарянами (по материнской линии князя Гасана-Джалала Дола), и Арцруни. В 2009 году генетические исследования ДНК также выявили родственные связи Атабекянов с князьями Аргутянами (Аргутинскими), Мелик-Еганянами Дизака и Мелик-Дадаянами Гориса; все упомянутые роды принадлежали к хаплогруппе R1b1b2a.

Родовая вотчина Атабекянов включала селение Кусапат с семью окрестными сёлами. В Кусапате сохранились развалины дворца (дарбаснер) Атабекянов, а также родовое кладбище Меликанц. В период наибольшего расцвета (первая половина XIX века), княжеский дом Атабекянов владел обширными территориями, на которых располагалось несколько крепостей и замков (среди них Джраберд, Царакар, Атерк и другие) и около семидесяти селений. Полный титул рода: князья Джраберда, владыки Кусапата и Царакара.
По свидетельству польских и немецких родословных книг, побочной ветвью князей Атабекянов является польский шляхетский род Августиновичей.

## Князья династии Атабекян
- Атабек I (1411 г., пятый сын князя Джалала III Великого Гасан-Джалаляна)
- Айтин (1495 г.)
- Саркис I

известные правители
- Атабек II Джрабердский (1678 г.)
- Иванэ/Вани I и Гули

(ветвь князя Вани I переселилась в Грузию и далее в Россию. После его переселения, главой рода стал Гули)
- Саркис II
- Арутюн (конец XVIII-го века)
- Иванэ (Мелик-Вани) II Джрабердский (1766 — 7 марта 1854 г.)
- Овсеп-бек (1815—1861 гг.)

(род разветвляется, среди потомков: Исаджан, Гарегин, российский генерал Андрей Атабеков и другие)

## Известные представители рода
- Мелик-Вани (князь Иванэ Атабекян - правитель Джрабердского меликства)
- российский генерал Андрей Атабеков
- политический деятель, теоретик анархизма Александр Атабекян
- министр образования Первой Республики Армения Микаел Атабекян
- член Государственной Думы Российской империи Иосиф Атабеков старший
- народная артистка Армении Анжела Атабекян
- советский и российский вирусолог, академик РАН, заведующий кафедрой вирусологии МГУ им. М. В. Ломоносова Иосиф Атабеков
- советский учёный, лауреат Сталинской премии, доктор технических наук, профессор Григорий Атабеков
- помощник Председателя партии "Единая Россия" Самвел Атабекян[6], бывший заместитель руководителя центрального исполкома партии по политической работе[7]

## Современное состояние рода
Княжеский род Атабекянов является одним из наиболее активных и организованных среди современных армянских аристократических родов. Среди прочего, Атабекяны периодически проводят родовые собрания (тохмааваки): последние два были проведены 8 октября 1983 года в Меликгюхе-Цахкаване и 19 апреля 2014 году в Ереване. На последнем тохмааваке, родовладыкой (тохмапетом) был избран князь Рач Атабекян. 
27 июля 2012 года, Атабекяны были среди четырёх княжеских домов, которые возродили исторический союз армянских владетельных родов Арцаха — Армянский Меликский Союз, правопреемницу Унии Пяти Меликств Арцаха.

## Внешние ссылки
- Официальный сайт рода Атабекянов Архивная копия от 1 февраля 2017 на Wayback Machine
- Официальный сайт Армянского Меликского Союза Архивная копия от 26 февраля 2021 на Wayback Machine